# سكوت ماكليستر
سكوت ماكليستر (بالإنجليزية: Scott McAllister)‏ هو عالم موسيقى وملحن أمريكي، ولد في 1969.

## وصلات خارجية
- سكوت ماكليستر على موقع ميوزك برينز (الإنجليزية)